# Paul G. Hewitt
Paul G. Hewitt (ur. 1930) – amerykański fizyk.
Jest autorem podręcznika Fizyka wokół nas [(ang.) (Conceptual Physics)], który wyznaczył nowe standardy w nauczania fizyki (m.in. ograniczenie aparatu matematycznego, gawędziarski styl). Podręcznik liczy ponad 700 stron i jest przeznaczony dla licealistów.
Za swą działalność edukacyjną został wyróżniony wieloma nagrodami (m.in. nagroda Amerykańskiego Stowarzyszenia Nauczycieli Fizyków w 1982).